# Winiary (powiat sandomierski)
Winiary – wieś w Polsce położona w województwie świętokrzyskim, w powiecie sandomierskim, w gminie Dwikozy.
| SIMC    | Nazwa      | Rodzaj    |
| ------- | ---------- | --------- |
| 0790798 | Dziesiątki | część wsi |

W latach 1975–1998 miejscowość należała administracyjnie do województwa tarnobrzeskiego.

## Osoby związane z Winiarami
- Jan Smoła – działacz ruchu ludowego, poseł na Sejm.
- Józef Targowski – polski polityk i dyplomata, poseł na Sejm II kadencji i senator III kadencji w II Rzeczypospolitej.